# Томаш Татар
Томаш Татар (словац. Tomáš Tatar; 1 грудня 1990, м. Ілава, ЧССР) — словацький хокеїст, правий/лівий нападник. Виступає за «Вегас Голден Найтс» у Національній хокейній лізі.
Виступав за ХКм «Зволен», ХК «07 Детва», «Гранд-Рапідс Гріффінс» (АХЛ), «Детройт Ред-Вінгс», «Гранд-Рапідс Гріффінс».
В чемпіонатах НХЛ — 9 матчів (1+0).
У складі національної збірної Словаччини провів 30 матчів (6 голів); учасник Олімпійських ігор 2014, чемпіонатів світу 2010 і 2012 (16 матчів, 4+3). У складі молодіжної збірної Словаччини учасник чемпіонатів світу 2009 і 2010.
Досягнення
- Срібний призер чемпіонату світу (2012)

Нагороди
- Трофей Джека А. Баттерфілда (2013)